# بيتروفتسي
بيتروفتسي (بالبلغارية: Петровци)‏ قرية تقع إدارياً ضمن مقاطعة غابروفو في بلغاريا. ويبلغ عدد سكانها 6 نسمة حسب تعداد 15 مارس 2015. تعتمد بيتروفتسي للبريد على الرمز البريدي 5347.